# Palais Hansen
Pour les articles homonymes, voir Hansen.

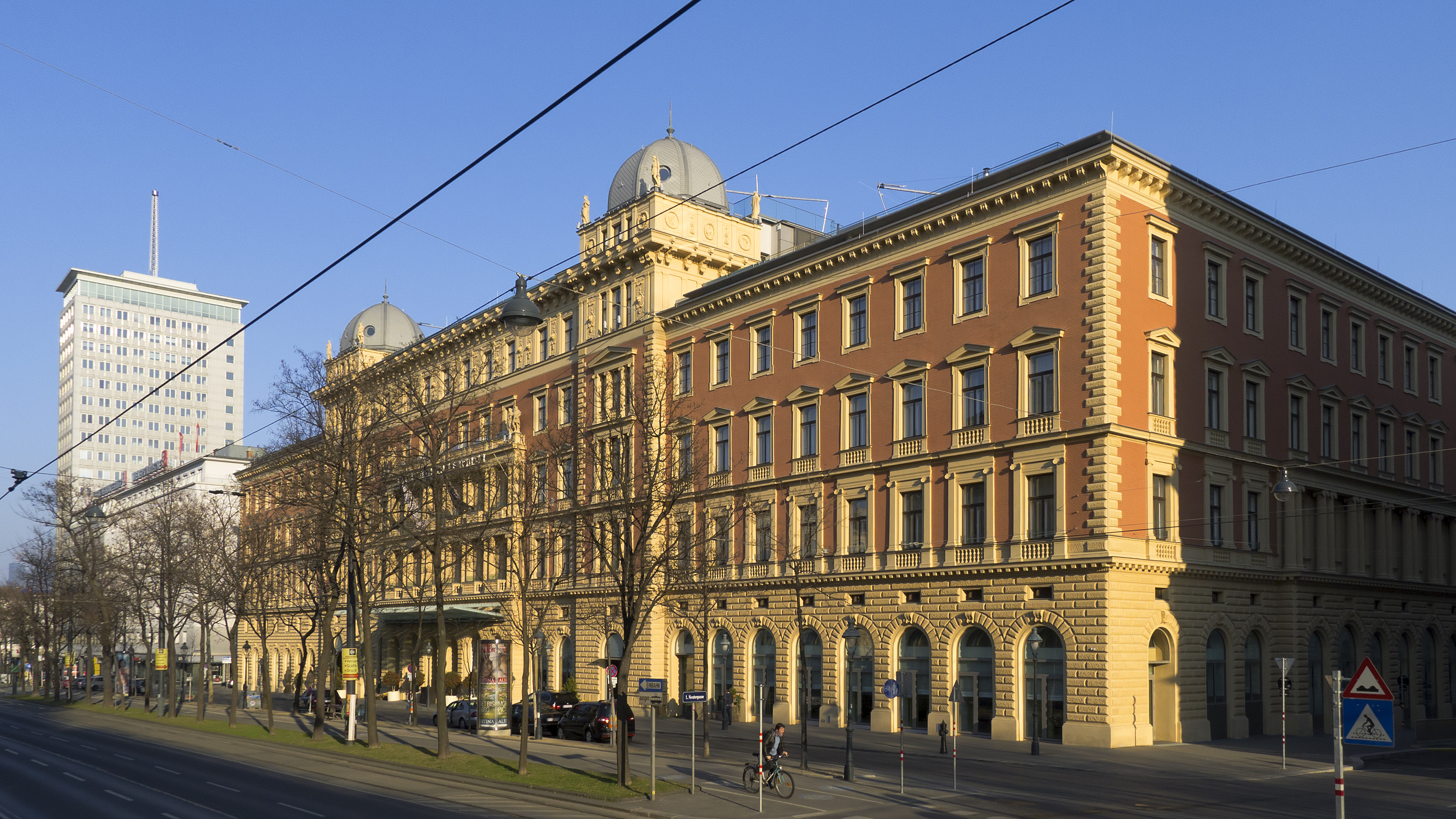
Le Palais Hansen, à gauche la Ringturm

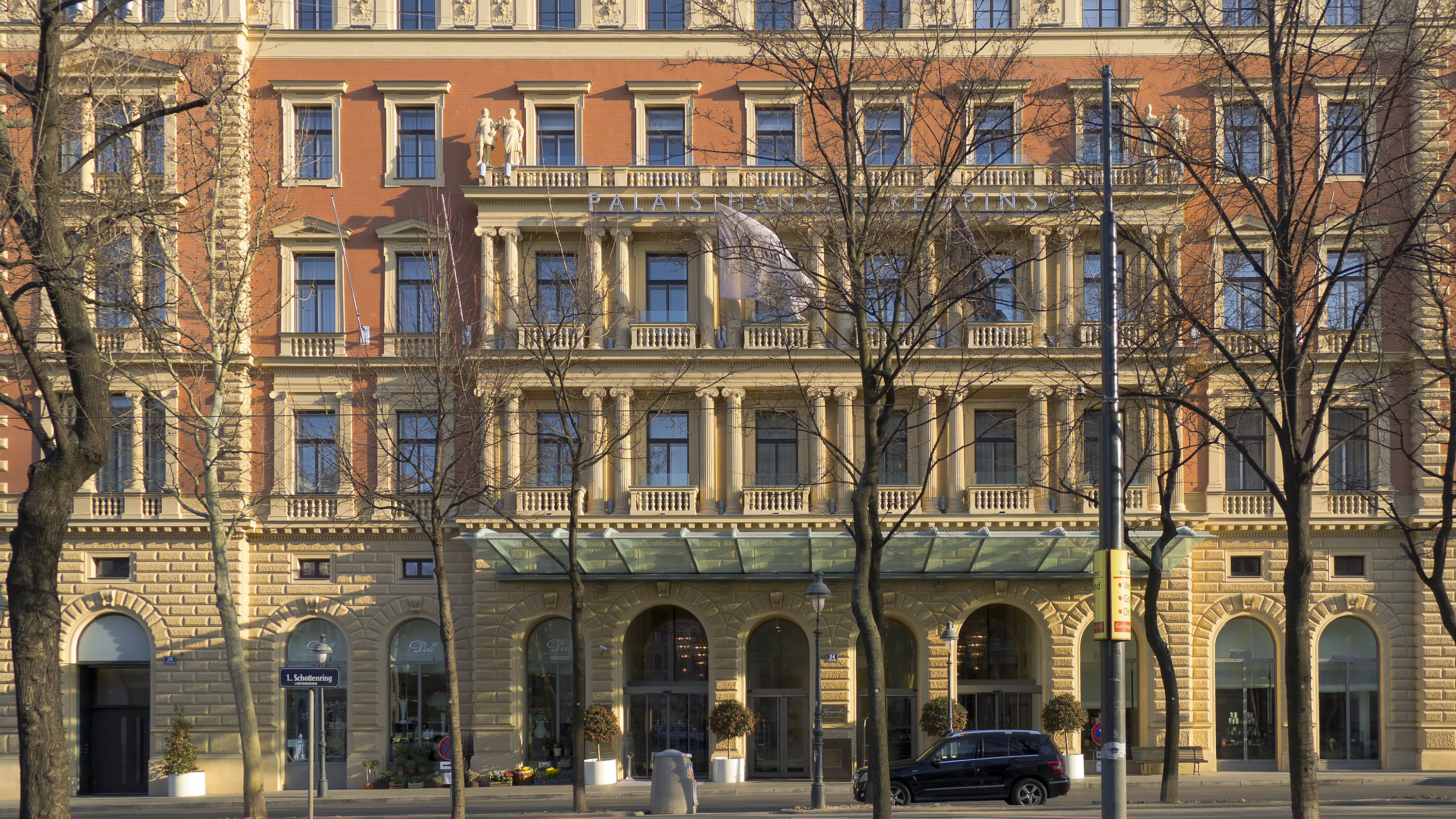
Partie médiane de la façade

Le Palais Hansen (nom depuis 2000) est un bâtiment de style néo-renaissance édifié de 1869 à 1873 dans l'Innere Stadt, dans le centre de Vienne, sur le Schottenring. Conçu comme hôtel par Theophil Hansen et utilisé comme bâtiment officiel pendant 56 ans à partir de 1941, c'est un bâtiment classé et un hôtel de luxe Kempinski depuis 2013. 

## Histoire
Le bâtiment a été construit lors de la construction de la Ringstrasse de Vienne et a servi d'hôtel représentatif lors de l'Exposition universelle de Vienne de 1873. En 1877, à deux pâtés de maisons à l'ouest du bâtiment, le nouveau bâtiment de la Bourse de Vienne, également conçu par Hansen, a ouvert ses portes et a été utilisé comme tel jusqu'en 1998. 
Le style du bâtiment est appelé néo-renaissance et fait partie de l'historicisme viennois.  
Après l'exposition universelle, l'hôtel a été transformé en immeuble résidentiel par le propriétaire, Porr, et a servi de bâtiment officiel à partir de 1941. Après 1945, il abritait les bureaux des principaux conseils municipaux des affaires sociales et de la santé, l'Association des hôpitaux de Vienne (KAV, une partie des autorités municipales), le département de la santé de la ville de Vienne et d'autres agences municipales . 

## Palais Hansen Kempinski Vienne
En 1997, après avoir déménagé ses bureaux, l'administration de la ville de Vienne a vendu le bâtiment à un consortium d'entreprises qui souhaitaient le rénover et le rendre à son usage hôtelier d'origine. Palais Hansen Immobilienentwicklung GmbH en est propriétaire depuis 2012, dont le Vienna Insurance Group détient 56,5%, la filiale immobilière de Porr, Strauss &Partner Development 33,6% et le groupe Warimpex 9,9%. 

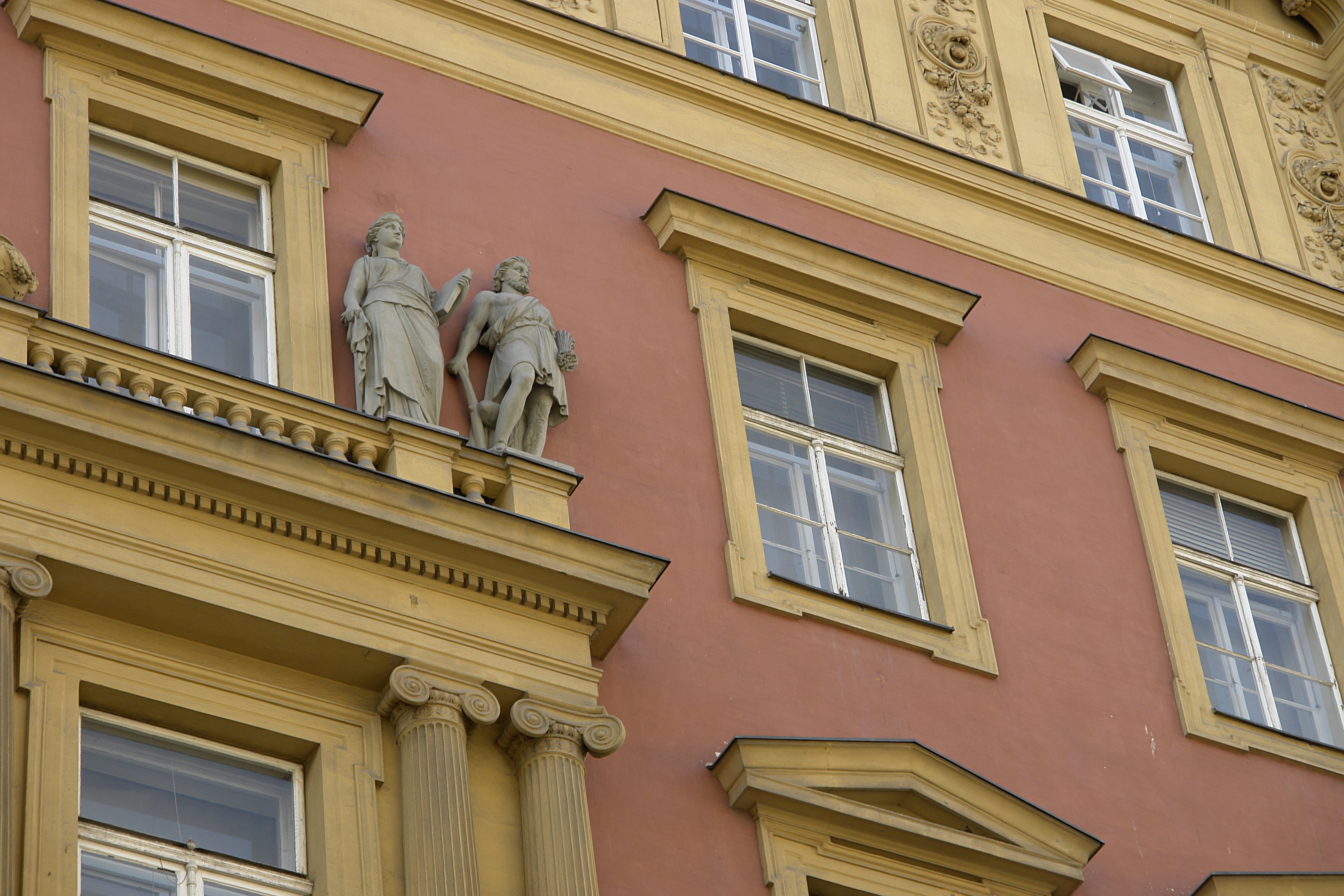
Détail architectural: Palais Hansen

La chaîne d'hôtels Kempinski a loué le bâtiment et y a ouvert un hôtel cinq étoiles en mars 2013 . 
Le Palais Hansen a une superficie d'environ 4 850 m2 une surface de plancher brute d'environ 22 000 m2  répartie sur trois cours. Au quatrième étage et au dernier étage, il y a maintenant 17 résidences penthouse avec des surfaces de 130 à 340 m2, dont quatre en relation avec les coupoles distinctives de la partie centrale de l'îlot. Au total, 152 chambres d'hôtel et suites, deux restaurants, un café, un espace fitness et spa avec piscine, six salles de réunion et de conférence pouvant accueillir jusqu'à 280 personnes et un parking souterrain ont été construits aux étages inférieurs . Par exemple, le banquier d'investissement autrichien Florian Koschat vit dans l'hôtel . 
L'architecte de la refonte était l'autrichien Boris Podrecca de Vienne. 